# Квалификације за Светско првенство у фудбалу 2018 — КАФ
Укупно 54 афричке репрезентације се боре за 5 празних мјеста, резервисаних за афричке репрезентације.
КАФ извршни одбор је одобрио квалификацијски систем 14. јануара 2015. године, који се састоји од 3 круга, у трећи круг се може квалификовати укупно 20 репрезентација.

## Систем такмичења
У квалификацијама у Африци (КАФ) учествују 54 државе за које је обезбијеђено 5 мјеста на завршном турниру. Квалификације су састављене у три круга. Структура квалификација је следећа:
- Први круг: Укупно 26 репрезентација (рангирани од 28-53) ће играти двоструки куп систем. Побједници првог круга се квалификују у други круг.
- Други круг: Укупно 40 репрезентација (рангирани од 1 до 27 и 13 побједника првог круга) ће играти двоструки куп систем. побједници другог круга квалификују се у трећи круг.
- Трећи круг: Укупно 20 репрезентација побједница другога круга се распоређују у 5 група по 4 репрезентације које играју двоструки лига систем. Побједници свих 5 група ће се квалификовати на Свјетско првенство у фудбалу 2018.

## Земље учеснице
Свих 54 репрезентације из КАФ конфедерације су ушле у квалификације. Фудбалска репрезентација Зимбабвеа је елиминисана.
Фифина ранг листа је кориштена за извлачење жријеба за прва два круга, а жријеб је извучен 25. јула 2015. године у Санкт Петербургу. У заградама је приказано мјесто репрезентације на Фифиној ранг листи која важи од јула 2015. године.
| Директно у другом кругу (рангирани од 1. до 27.) | Директно у другом кругу (рангирани од 1. до 27.) | Први круг (рангирани од 28. до 53.) | Први круг (рангирани од 28. до 53.) |
| --- | --- | --- | --- |
| 1. Алжир (19) 2. Обала Слоноваче (21) 3. Гана (25) 4. Тунис (32) 5. Сенегал (39) 6. Камерун (42) 7. Конго (47) 8. Зеленортска Острва (52) 9. Египат (55) 10. Нигерија (57) 11. Гвинеја (58) 12. ДР Конго (60) 13. Мали (61) 14. Екваторијална Гвинеја (63) | 1. Габон (65) 2. Јужна Африка (70) 3. Замбија (71) 4. Буркина Фасо (72) 5. Уганда (73) 6. Руанда (78) 7. Того (83) 8. Мароко (84) 9. Судан (90) 10. Ангола (92) 11. Мозамбик (95) 12. Бенин (96) 13. Либија (96) | 1. Нигер (96) 2. Етиопија (101) 3. Малави (108) 4. Сијера Леоне (111) 5. Намибија (112) 6. Кенија (114) 7. Боцвана (120) 8. Мадагаскар (122) 9. Мауританија (128) 10. Бурунди (131) 11. Лесото (131) 12. Гвинеја Бисао (133) 13. Есватини (138) | 1. Танзанија (139) 2. Гамбија (143) 3. Либерија (161) 4. Централноафричка Република (170) 5. Чад (173) 6. Маурицијус (180) 7. Сејшели (186) 8. Комори (187) 9. Сао Томе и Принсипе (189) 10. Јужни Судан (195) 11. Еритреја (204) 12. Сомалија (205) 13. Џибути (207) |

## Први круг
- Сва времена су по средњоевропском времену.

Први круг афричких квалификација ће бити одржан од 7. октобра до 13. октобра 2015. године. Укупно 26 репрезентација (рангираних од 28 до 53) ће играти двоструки куп систем. Укупно 13 побједника ће се квалификовати у други круг.

### Жријеб
Жријеб је извучен 25. јула 2015. године у Санкт Петербургу.
| Шешир 4 | Шешир 5 |
| --- | --- |
| 1. Нигер (96) 2. Етиопија (101) 3. Малави (108) 4. Сијера Леоне (111) 5. Намибија (112) 6. Кенија (114) 7. Боцвана (120) 8. Мадагаскар (122) 9. Мауританија (128) 10. Бурунди (131) 11. Лесото (131) 12. Гвинеја Бисао (133) 13. Есватини (138) | 1. Танзанија (139) 2. Гамбија (143) 3. Либерија (161) 4. Централноафричка Република (170) 5. Чад (173) 6. Маурицијус (180) 7. Сејшели (186) 8. Комори (187) 9. Сао Томе и Принсипе (189) 10. Јужни Судан (195) 11. Еритреја (204) 12. Сомалија (205) 13. Џибути (207) |

### Утакмице
| Репрезентација             | Укупан рез. | Репрезентација | 1. утак. | 2. утак. |
| -------------------------- | ----------- | -------------- | -------- | -------- |
| Сомалија                   | 0:6         | Нигер          | 0:2      | 0:4      |
| Јужни Судан                | 1:5         | Мауританија    | 1:1      | 0:4      |
| Гамбија                    | 2:3         | Намибија       | 1:1      | 1:2      |
| Сао Томе и Принсипе        | 1:3         | Етиопија       | 1:0      | 0:3      |
| Чад                        | 2:2         | Сијера Леоне   | 1:0      | 1:2      |
| Комори                     | 1:1         | Лесото         | 0:0      | 1:1      |
| Џибути                     | 1:8         | Есватини       | 0:6      | 1:2      |
| Еритреја                   | 1:5         | Боцвана        | 0:2      | 1:3      |
| Сејшели                    | 0:3         | Бурунди        | 0:1      | 0:2      |
| Либерија                   | 4:2         | Гвинеја Бисао  | 1:1      | 3:1      |
| Централноафричка Република | 2:5         | Мадагаскар     | 0:3      | 2:2      |
| Маурицијус                 | 2:5         | Кенија         | 2:5      | 0:0      |
| Танзанија                  | 2:1         | Малави         | 2:0      | 0:1      |

| Сомалија | 0:2       | Нигер                 |
| -------- | --------- | --------------------- |
|          | Извјештај | Маузу 58’, 62’ (пен.) |

| Нигер                           | 4:0       | Сомалија |
| ------------------------------- | --------- | -------- |
| Кисе 13’, 68’, · Маузу 18’, 32’ | Извјештај |          |

| Јужни Судан     | 1:1       | Мауританија |
| --------------- | --------- | ----------- |
| Абуи Претино 5’ | Извјештај | Багили 3’   |

| Мауританија                                             | 4:0       | Јужни Судан |
| ------------------------------------------------------- | --------- | ----------- |
| Ахмед 4’, · Багили 62’, · М. Самба 85’, · Диаките 90+2’ | Извјештај |             |

| Гамбија  | 1:1       | Намибија     |
| -------- | --------- | ------------ |
| Џаме 78’ | Извјештај | Стефанус 61’ |

| Намибија                   | 2:1       | Гамбија  |
| -------------------------- | --------- | -------- |
| Стефанус 42’, · Сомаеб 63’ | Извјештај | Диба 10’ |

| Сао Томе и Принсипе | 1:0       | Етиопија |
| ------------------- | --------- | -------- |
| Леал 87’            | Извјештај |          |

| Етиопија                                 | 3:0       | Сао Томе и Принсипе |
| ---------------------------------------- | --------- | ------------------- |
| Фекаду 1’, · Паном 48’ (пен.), · Лок 75’ | Извјештај |                     |

| Чад           | 1:0       | Сијера Леоне |
| ------------- | --------- | ------------ |
| Ђимрангар 47’ | Извјештај |              |

| Сијера Леоне            | 2:1       | Чад           |
| ----------------------- | --------- | ------------- |
| Камара 70’, · Сесај 79’ | Извјештај | Ђимрангар 45’ |

| Комори | 0:0       | Лесото |
| ------ | --------- | ------ |
|        | Извјештај |        |

| Лесото         | 1:1       | Комори       |
| -------------- | --------- | ------------ |
| Сетурумане 17’ | Извјештај | Мчангама 71’ |

| Џибути | 0:6       | Есватини                                                                                     |
| ------ | --------- | -------------------------------------------------------------------------------------------- |
|        | Извјештај | Мконтфо 45+1’, · Нџиниса 62’, · М. Дламини 74’, · Хлатјвако 77’, · Тсабеџе 83’, · Лукеле 85’ |

| Есватини          | 2:1       | Џибути    |
| ----------------- | --------- | --------- |
| Хлатјвако 6’, 43’ | Извјештај | Либан 22’ |

| Еритреја | 0:2       | Боцвана                    |
| -------- | --------- | -------------------------- |
|          | Извјештај | Мојана 22’, · Могороси 64’ |

| Боцвана                        | 3:1       | Еритреја  |
| ------------------------------ | --------- | --------- |
| Нгеле 15’, 79’, · Могороси 21’ | Извјештај | Гоитом 9’ |

| Сејшели | 0:1       | Бурунди         |
| ------- | --------- | --------------- |
|         | Извјештај | Абдул Разак 15’ |

| Бурунди                     | 2:0    | Сејшели |
| --------------------------- | ------ | ------- |
| Абдул Разак 71’ (пен.), 81’ | Детаљи |         |

| Либерија         | 1:1       | Гвинеја Бисао |
| ---------------- | --------- | ------------- |
| Јебор 36’ (пен.) | Извјештај | Анидо 63’     |

| Гвинеја Бисао | 1:3       | Либерија             |
| ------------- | --------- | -------------------- |
| Касама 43’    | Извјештај | Јебор 8’, 12’, 90+6’ |

| Централноафричка Република | 0:3       | Мадагаскар                                      |
| -------------------------- | --------- | ----------------------------------------------- |
|                            | Извјештај | Рабесон 27’, · Рокотохарималала 39’, · Паул 65’ |

| Мадагаскар                               | 2:2       | Централноафричка Република |
| ---------------------------------------- | --------- | -------------------------- |
| Раманамахефа 15’, · Андрианантенаина 34’ | Извјештај | Гуриер 7’, · Дагоулоу 44’  |

| Маурицијус                | 2:5       | Кенија                                                   |
| ------------------------- | --------- | -------------------------------------------------------- |
| Софи 66’ (пен), · Бру 78’ | Извјештај | Омоло 18’, 82’, · Масика 23’, · Шакава 49’, · Олунга 87’ |

| Кенија | 0:0       | Маурицијус |
| ------ | --------- | ---------- |
|        | Извјештај |            |

| Танзанија                   | 2:0       | Малави |
| --------------------------- | --------- | ------ |
| Самата 18’, · Улимвенгу 22’ | Извјештај |        |

| Малави    | 1:0       | Танзанија |
| --------- | --------- | --------- |
| Банда 43’ | Извјештај |           |

## Други круг
- Сва времена су по средњоевропском времену.

Други круг афричких квалификација за Свјетско првенство 2018. ће бити одржан од 9. новембра до 17. новембра 2015. године Укупно 40 репрезентација (репрезентације рангиране од 1 до 27 и 13 побједника првог круга) ће играти двоструки куп систем. Укупно 20 репрезентација ће се квалификовати у трећи круг.

### Жријеб
Жријеб је извучен 25. јула 2015. године у Санкт Петербургу.
| Шешир 1 | Побједници првог круга |
| --- | --- |
| 1. Алжир (19) 2. Обала Слоноваче (21) 3. Гана (25) 4. Тунис (32) 5. Сенегал (39) 6. Камерун (42) 7. Конго (47) 8. Зеленортска Острва (52) 9. Египат (55) 10. Нигерија (57) 11. Гвинеја (58) 12. ДР Конго (60) 13. Мали (61) | - Нигер (96) - Етиопија (101) - Намибија (114) - Кенија (116) - Боцвана (120) - Мадагаскар (122) - Мауританија (128) - Бурунди (131) - Есватини (138) - Танзанија (139) - Либерија (161) - Чад (173) - Комори (187) |
| Шешир 2 | Шешир 3 |
| 1. Екваторијална Гвинеја (63) 2. Габон (65) 3. Јужна Африка (70) 4. Замбија (71) 5. Буркина Фасо (72) 6. Уганда (73) 7. Руанда (78)                                                                                         | 1. Того (83) 2. Мароко (84) 3. Судан (90) 4. Ангола (92) 5. Мозамбик (95) 6. Бенин (96) 7. Либија (96) |

### Утакмице
| Репрезентација | Укупан рез. | Репрезентација        | 1. утак.        | 2. утак.        |
| -------------- | ----------- | --------------------- | --------------- | --------------- |
| Нигер          |             | Камерун               | 9.-17. новембар | 9.-17. новембар |
| Мауританија    |             | Тунис                 | 9.-17. новембар | 9.-17. новембар |
| Намибија       |             | Гвинеја               | 9.-17. новембар | 9.-17. новембар |
| Етиопија       |             | Конго                 | 9.-17. новембар | 9.-17. новембар |
| Чад            |             | Египат                | 9.-17. новембар | 9.-17. новембар |
| Комори         |             | Гана                  | 9.-17. новембар | 9.-17. новембар |
| Есватини       |             | Нигерија              | 9.-17. новембар | 9.-17. новембар |
| Боцвана        |             | Мали                  | 9.-17. новембар | 9.-17. новембар |
| Бурунди        |             | ДР Конго              | 9.-17. новембар | 9.-17. новембар |
| Либерија       |             | Обала Слоноваче       | 9.-17. новембар | 9.-17. новембар |
| Мадагаскар     |             | Сенегал               | 9.-17. новембар | 9.-17. новембар |
| Кенија         |             | Зеленортска Острва    | 9.-17. новембар | 9.-17. новембар |
| Танзанија      |             | Алжир                 | 9.-17. новембар | 9.-17. новембар |
| Судан          |             | Замбија               | 9.-17. новембар | 9.-17. новембар |
| Либија         |             | Руанда                | 9.-17. новембар | 9.-17. новембар |
| Мароко         |             | Екваторијална Гвинеја | 9.-17. новембар | 9.-17. новембар |
| Мозамбик       |             | Габон                 | 9.-17. новембар | 9.-17. новембар |
| Бенин          |             | Буркина Фасо          | 9.-17. новембар | 9.-17. новембар |
| Того           |             | Уганда                | 9.-17. новембар | 9.-17. новембар |
| Ангола         |             | Јужна Африка          | 9.-17. новембар | 9.-17. новембар |

| Нигер | v | Камерун |
| ----- | - | ------- |
|       |   |         |

| Камерун | v | Нигер |
| ------- | - | ----- |
|         |   |       |

| Мауританија | v | Тунис |
| ----------- | - | ----- |
|             |   |       |

| Тунис | v | Мауританија |
| ----- | - | ----------- |
|       |   |             |

| Намибија | v | Гвинеја |
| -------- | - | ------- |
|          |   |         |

| Гвинеја | v | Намибија |
| ------- | - | -------- |
|         |   |          |

| Намибија | v | Гвинеја |
| -------- | - | ------- |
|          |   |         |

| Гвинеја | v | Намибија |
| ------- | - | -------- |
|         |   |          |

| Етиопија | v | Конго |
| -------- | - | ----- |
|          |   |       |

| Конго | v | Етиопија |
| ----- | - | -------- |
|       |   |          |

| Чад | v | Египат |
| --- | - | ------ |
|     |   |        |

| Египат | v | Чад |
| ------ | - | --- |
|        |   |     |

| Комори | v | Гана |
| ------ | - | ---- |
|        |   |      |

| Гана | v | Комори |
| ---- | - | ------ |
|      |   |        |

| Есватини | v | Нигерија |
| -------- | - | -------- |
|          |   |          |

| Нигерија | v | Есватини |
| -------- | - | -------- |
|          |   |          |

| Боцвана | v | Мали |
| ------- | - | ---- |
|         |   |      |

| Мали | v | Боцвана |
| ---- | - | ------- |
|      |   |         |

| Бурунди | v | ДР Конго |
| ------- | - | -------- |
|         |   |          |

| ДР Конго | v | Бурунди |
| -------- | - | ------- |
|          |   |         |

| Либерија | v | Обала Слоноваче |
| -------- | - | --------------- |
|          |   |                 |

| Обала Слоноваче | v | Либерија |
| --------------- | - | -------- |
|                 |   |          |

| Мадагаскар | v | Сенегал |
| ---------- | - | ------- |
|            |   |         |

| Сенегал | v | Мадагаскар |
| ------- | - | ---------- |
|         |   |            |

| Кенија | v | Зеленортска Острва |
| ------ | - | ------------------ |
|        |   |                    |

| Зеленортска Острва | v | Кенија |
| ------------------ | - | ------ |
|                    |   |        |

| Танзанија | v | Алжир |
| --------- | - | ----- |
|           |   |       |

| Алжир | v | Танзанија |
| ----- | - | --------- |
|       |   |           |

| Судан | v | Замбија |
| ----- | - | ------- |
|       |   |         |

| Замбија | v | Судан |
| ------- | - | ----- |
|         |   |       |

| Либија | v | Руанда |
| ------ | - | ------ |
|        |   |        |

| Руанда | v | Либија |
| ------ | - | ------ |
|        |   |        |

| Мароко | v | Екваторијална Гвинеја |
| ------ | - | --------------------- |
|        |   |                       |

| Екваторијална Гвинеја | v | Мароко |
| --------------------- | - | ------ |
|                       |   |        |

| Мозамбик | v | Габон |
| -------- | - | ----- |
|          |   |       |

| Габон | v | Мозамбик |
| ----- | - | -------- |
|       |   |          |

| Бенин | v | Буркина Фасо |
| ----- | - | ------------ |
|       |   |              |

| Буркина Фасо | v | Бенин |
| ------------ | - | ----- |
|              |   |       |

| Того | v | Уганда |
| ---- | - | ------ |
|      |   |        |

| Уганда | v | Того |
| ------ | - | ---- |
|        |   |      |

| Ангола | v | Јужна Африка |
| ------ | - | ------------ |
|        |   |              |

| Јужна Африка | v | Ангола |
| ------------ | - | ------ |
|              |   |        |

## Трећи круг
- Сва времена су по средњоевропском времену.

Трећи круг афричких квалификација за Свјетско првенство 2018.  године укључује 20 репрезентације од којих 5 репрезентација побједница се квалификује на првенство.  Учествују репрезентације које су прошле други круг. Укупно 20 репрезентација ће бити подијељено у 5 група по 4 репрезентације које играју двоструки лига систем. Жријеб за трећи круг ће бити извучен по завршетку другог круга.

### Групе

#### Група A
|    | Табела групе A | И | Д | Н | И | ДГ | ПГ | ГР | Бод. |
| -- | -------------- | - | - | - | - | -- | -- | -- | ---- |
| 1. | A1             | 0 | 0 | 0 | 0 | 0  | 0  | 0  | 0    |
| 2. | A2             | 0 | 0 | 0 | 0 | 0  | 0  | 0  | 0    |
| 3. | A3             | 0 | 0 | 0 | 0 | 0  | 0  | 0  | 0    |
| 4. | A4             | 0 | 0 | 0 | 0 | 0  | 0  | 0  | 0    |

#### Група Б
|    | Табела групе Б | И | Д | Н | И | ДГ | ПГ | ГР | Бод. |
| -- | -------------- | - | - | - | - | -- | -- | -- | ---- |
| 1. | Б1             | 0 | 0 | 0 | 0 | 0  | 0  | 0  | 0    |
| 2. | Б2             | 0 | 0 | 0 | 0 | 0  | 0  | 0  | 0    |
| 3. | Б3             | 0 | 0 | 0 | 0 | 0  | 0  | 0  | 0    |
| 4. | Б4             | 0 | 0 | 0 | 0 | 0  | 0  | 0  | 0    |

#### Група Ц
|    | Табела групе Ц | И | Д | Н | И | ДГ | ПГ | ГР | Бод. |
| -- | -------------- | - | - | - | - | -- | -- | -- | ---- |
| 1. | Ц1             | 0 | 0 | 0 | 0 | 0  | 0  | 0  | 0    |
| 2. | Ц2             | 0 | 0 | 0 | 0 | 0  | 0  | 0  | 0    |
| 3. | Ц3             | 0 | 0 | 0 | 0 | 0  | 0  | 0  | 0    |
| 4. | Ц4             | 0 | 0 | 0 | 0 | 0  | 0  | 0  | 0    |

#### Група Д
|    | Табела групе Д | И | Д | Н | И | ДГ | ПГ | ГР | Бод. |
| -- | -------------- | - | - | - | - | -- | -- | -- | ---- |
| 1. | Д1             | 0 | 0 | 0 | 0 | 0  | 0  | 0  | 0    |
| 2. | Д2             | 0 | 0 | 0 | 0 | 0  | 0  | 0  | 0    |
| 3. | Д3             | 0 | 0 | 0 | 0 | 0  | 0  | 0  | 0    |
| 4. | Д4             | 0 | 0 | 0 | 0 | 0  | 0  | 0  | 0    |

#### Група Е
|    | Табела групе Е | И | Д | Н | И | ДГ | ПГ | ГР | Бод. |
| -- | -------------- | - | - | - | - | -- | -- | -- | ---- |
| 1. | Е1             | 0 | 0 | 0 | 0 | 0  | 0  | 0  | 0    |
| 2. | Е2             | 0 | 0 | 0 | 0 | 0  | 0  | 0  | 0    |
| 3. | Е3             | 0 | 0 | 0 | 0 | 0  | 0  | 0  | 0    |
| 4. | Е4             | 0 | 0 | 0 | 0 | 0  | 0  | 0  | 0    |